# Petalocephala unicolor
Petalocephala unicolor är en insektsart som beskrevs av Cen och Cai 2002. Petalocephala unicolor ingår i släktet Petalocephala och familjen dvärgstritar. Inga underarter finns listade i Catalogue of Life.